# جورج أ. هالسي
جورج أ. هالسي هو سياسي أمريكي، ولد في 7 ديسمبر 1827 في Springfield Township, Union County, New Jersey ‏ في الولايات المتحدة، وتوفي في 1 أبريل 1894 في نيوآرك في الولايات المتحدة. نشط حزبياً في الحزب الجمهوري. وقد انتخب عضو جمعية نيوجيرسي العامة ‏ وانتخب عضو مجلس النواب الأمريكي ‏.